# Château de Ribou
Le Château de Ribou est un château du XVIIe siècle situé dans la commune de Gené, en Maine-et-Loire.